# 安居院経市
安居院 経市（あごいん きょういち、1890年（明治23年）5月25日 - 1978年（昭和53年）10月6日）は、大正から昭和時代の銀行家。実業家。

## 経歴
安居院栄三郎の三男として兵庫県に生まれ、1914年（大正3年）叔父・音吉の家督を継ぐ。1917年（大正6年）京都帝国大学法科政治科を卒業し、三菱銀行に入社する。その後、日本橋支店副長、本店内国課副長、四谷・小樽・大森・横浜各支店長を経て参事となった。1944年（昭和19年）退職。後に興亜石油常務取締役を務め、1978年（昭和53年）に老衰により東京都大田区北千束の自宅にて死去した。
ほか、淡路産業相談役、東京銀座ライオンズクラブ会長、東興商会社長、同相談役などを歴任した。

## 人物
日蓮宗を信仰していた。

## 親族
- 子 安居院彦一（東冷蔵、日本タンクターミナル各社長）[2]
- 子 安居院栄次（神港魚類非常勤相談役）[2]
- 子 谷向茂峻（谷向病院長）[2]
- 娘婿 黒田斐雄（二女輝子夫、新日本空調代表取締役）[2]